# Van Son
Van Son (nascido em 4 de abril de 1934) é um ex-ciclista olímpico cambojano. Representou sua nação nos Jogos Olímpicos de Verão de 1964, na prova de contrarrelógio (100 km).